# Obelisk (Potsdam)

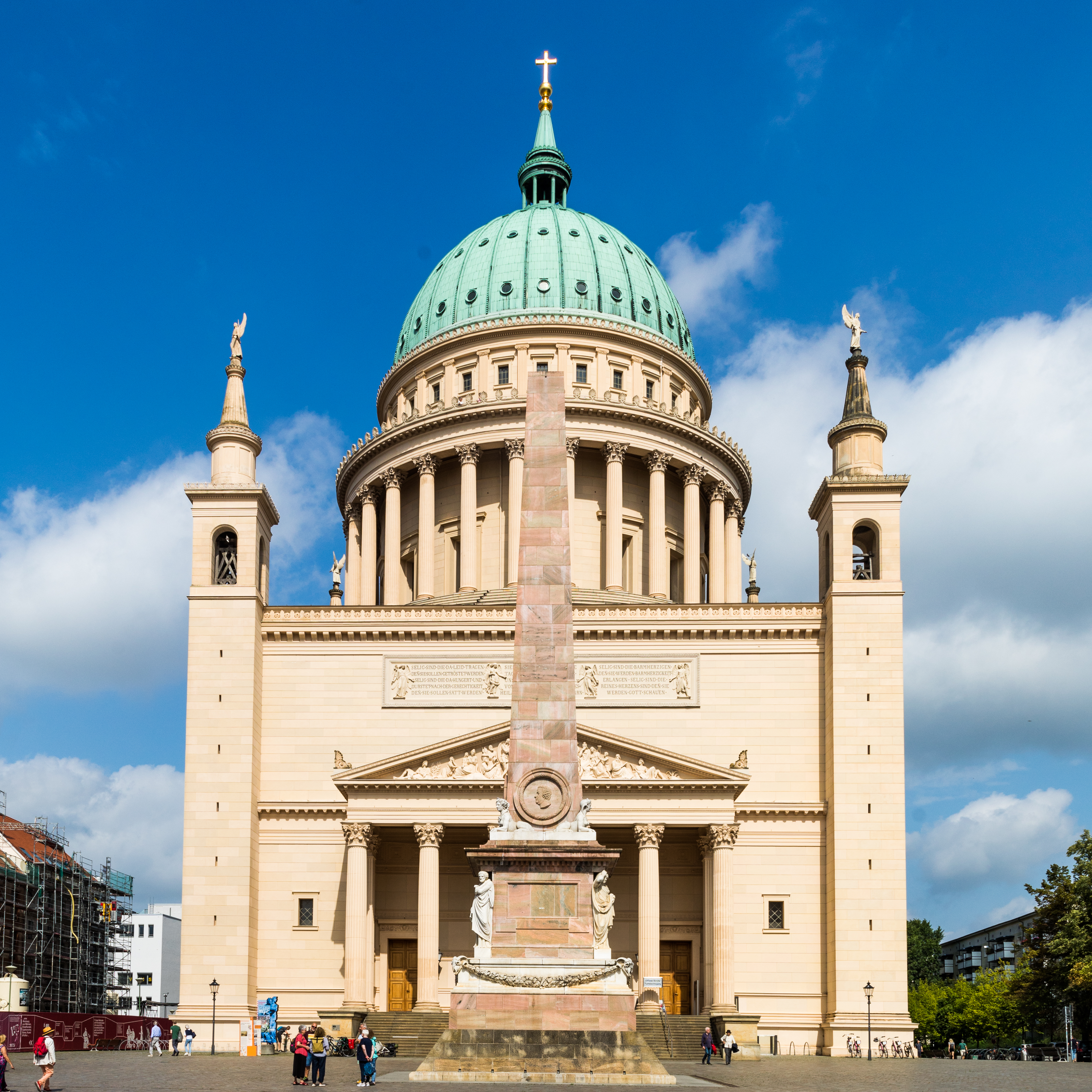
Obelisk

Der Obelisk ist ein Denkmal auf dem Alten Markt in Potsdam. Er wurde 1753 bis 1755 im Auftrag von Friedrich dem Großen nach Entwurf von Georg Wenzeslaus von Knobelsdorff errichtet. 

## Beschreibung
Der Obelisk steht genau im Schnittpunkt der Mittelachsen der Nikolaikirche, des Alten Rathauses und des Palast Barberini. Er ist fast 25 Meter hoch und in mehrere Abschnitte gegliedert. Ein pyramidaler, mit Sandstein verkleideter Unterbau trägt eine aus zwei einfach gestuften Steinlagen gebildete Plinthe aus rotem Marmor, deren Abschluss ein Sockel aus weißem Marmor mit Festons an den Seiten und skelettierten Widderköpfen an den Ecken bildet. Der sich darüber erhebende, annähernd würfelförmige Abschnitt ist wiederum mit rotem Marmor verkleidet und wird oben durch ein ausladendes Gesims mit Zahnschnitt abgeschlossen. Die einspringenden Ecken sind mit vollplastischen, antike Redner darstellenden Figuren aus weißem Marmor besetzt. Über dem Gesims ist nochmals eine aus weißem Marmor bestehende schmale Zone angeordnet, auf deren Ecken jeweils eine ebenfalls aus weißem Marmor gefertigte Sphinx sitzt. Der auf dieser Marmorstufe stehende, 16 Meter hohe Schaft des Obelisken ist im unteren Bereich durch vier Medaillons mit im Profil wiedergegebenen Porträtköpfen geschmückt.

## Geschichte

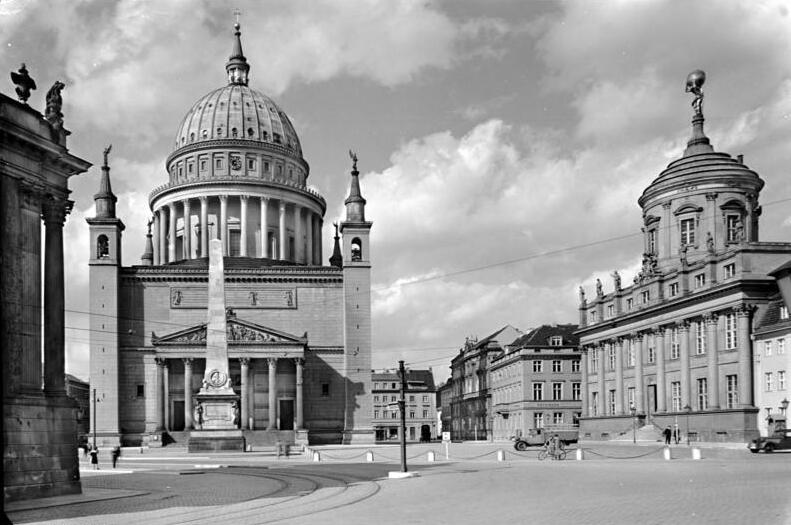
Ansicht vor 1945

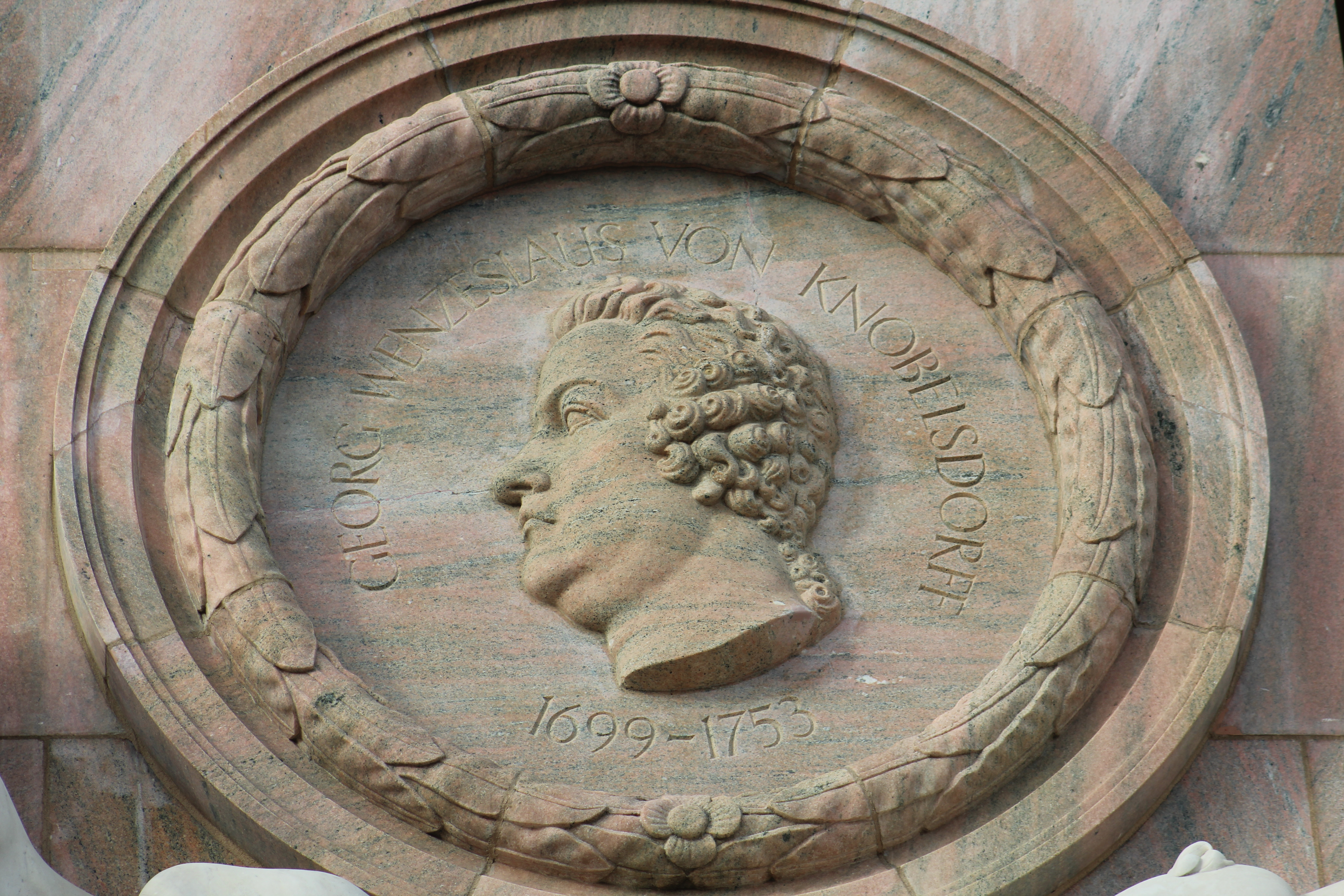
Knobelsdorff-Bildnis

Der unter König Friedrich II. errichtete Obelisk war wie auch die umliegenden, ab 1750 zumeist nach italienischen Vorbildern geschaffenen Fassaden der Bürgerhäuser, des Rathauses und der Nikolaikirche Bestandteil der Umgestaltung des Alten Marktes zu einer römische Motive zitierenden Platzanlage. Die vier vom Bildhauer Benjamin Giese gefertigten Medaillons zeigten Bildnisse der preußischen Kurfürsten und Könige Friedrich Wilhelm, Friedrich I., Friedrich Wilhelm I. und Friedrich II. Die vier Rednerfiguren schuf Gottlieb Heymüller, während die Sphingen Werke Johann Peter Benkerts sind. Für die Verkleidung des Obelisken wurde roter Marmor aus Schlesien und weißer Marmor aus Italien verwendet.
Der durch den Bombenangriff am 14. April 1945 stark beschädigte Obelisk wurde 1969 bis auf den Sockel abgebaut und 1978/79 unter Verwendung von rotem Marmor aus der Sowjetunion (Sibirien) und weißem Marmor aus der Jugoslawien (Mazedonien) wieder errichtet. Die Fürstenbildnisse wurden dabei durch Reliefs der berühmten Architekten ersetzt, die am Alten Markt gebaut hatten. Neben Georg Wenzeslaus von Knobelsdorff und Carl von Gontard sind Karl Friedrich Schinkel und Ludwig Persius, die Erbauer der klassizistischen Nikolaikirche, dargestellt. Die Porträts der Baumeister schufen die Bildhauer Rudolf Böhm und Walter Rentzsch. Damit wurde der Obelisk einer in Deutschland einzigartigen Umwandlung von einem Fürsten- zu einem Architektendenkmal unterzogen.